# Je danserai si je veux
Pour plus de détails, voir Fiche technique et Distribution.
Je danserai si je veux (Bar Bahr) est un film dramatique israélo-français, réalisé par Maysaloun Hamoud, sorti en 2016.
L'histoire du film suit le quotidien de trois jeunes femmes arabes-israéliennes en quête de liberté, qui se battent pour leurs droits contre l'avis de leurs familles respectives et d'une société ultraconservatrice,.
À sa sortie, ce film a connu un immense succès en Israël, jusqu'à soulever un débat national sur la condition des femmes et l'oppression auquel elles sont confrontées. Il raconte la situation féminine dans son ensemble, abordant notamment des sujets sensibles dont la perpétuité du patriarcat, le fanatisme religieux, le mariage forcé ou le viol.

## Synopsis
Trois jeunes femmes sont colocataires dans un appartement à Tel-Aviv-Jaffa. L'une est fiancée à une brute. Une autre est lesbienne et travaille dans un restaurant, et la dernière est avocate. 

## Fiche technique
Sauf indication contraire, les informations mentionnées dans cette section peuvent être confirmées par la base de données cinématographiques IMDb,  présente dans la section « Liens externes ».
- Titre : Je danserai si je veux
- Titre original : Bar Bahr
- Titre international : In Between
- Réalisation : Maysaloun Hamoud
- Scénario : Maysaloun Hamoud
- Maquillage : Ziv Katanov
- Décors : Hagar Brotman
- Costumes : Li Alembik
- Photographie : Itay Gross
- Montage : Nili Feller, Lev Goltser
- Musique : M.G. Saad
- Production : Shlomi Elkabetz
- Sociétés de production : Channel 10, DBG, En Compagnie Des Lamas, Israel Film Council, Israel Lottery Council for Culture and Art, Yes
- Sociétés de distribution : Alma Cinema, Paname Distribution
- Pays d'origine :  Israël,  France
- Langues : hébreu, arabe
- Format : couleur - 2,35:1 - DTS / Dolby Digital - 35 mm
- Genre :  drame
- Durée : 96 minutes
- Dates de sortie en salles : 
  -  France : 12 avril 2017
  -  Israël : 5 janvier 2017

## Distribution
- Mouna Hawa : Leila Bakhr
- Sana Jammelieh : Salma
- Shaden Kanboura : Noor
- Mahmoud Shalaby : Ziad Hamdi
- Henry Andrawes : Wissam
- Ashlam Canaan : Dounia
- Aiman Daw : Saleh
- Khawlah Hag-Debsy : la mère de Salma
- Amir Khoury : George, le frère de Salma
- Firas Nassar: Rabia
- Samar Qupty : Rafif
- Eyad Sheety : Mahmoud, le père de Noor

## Autour du film[4]

### Anecdotes

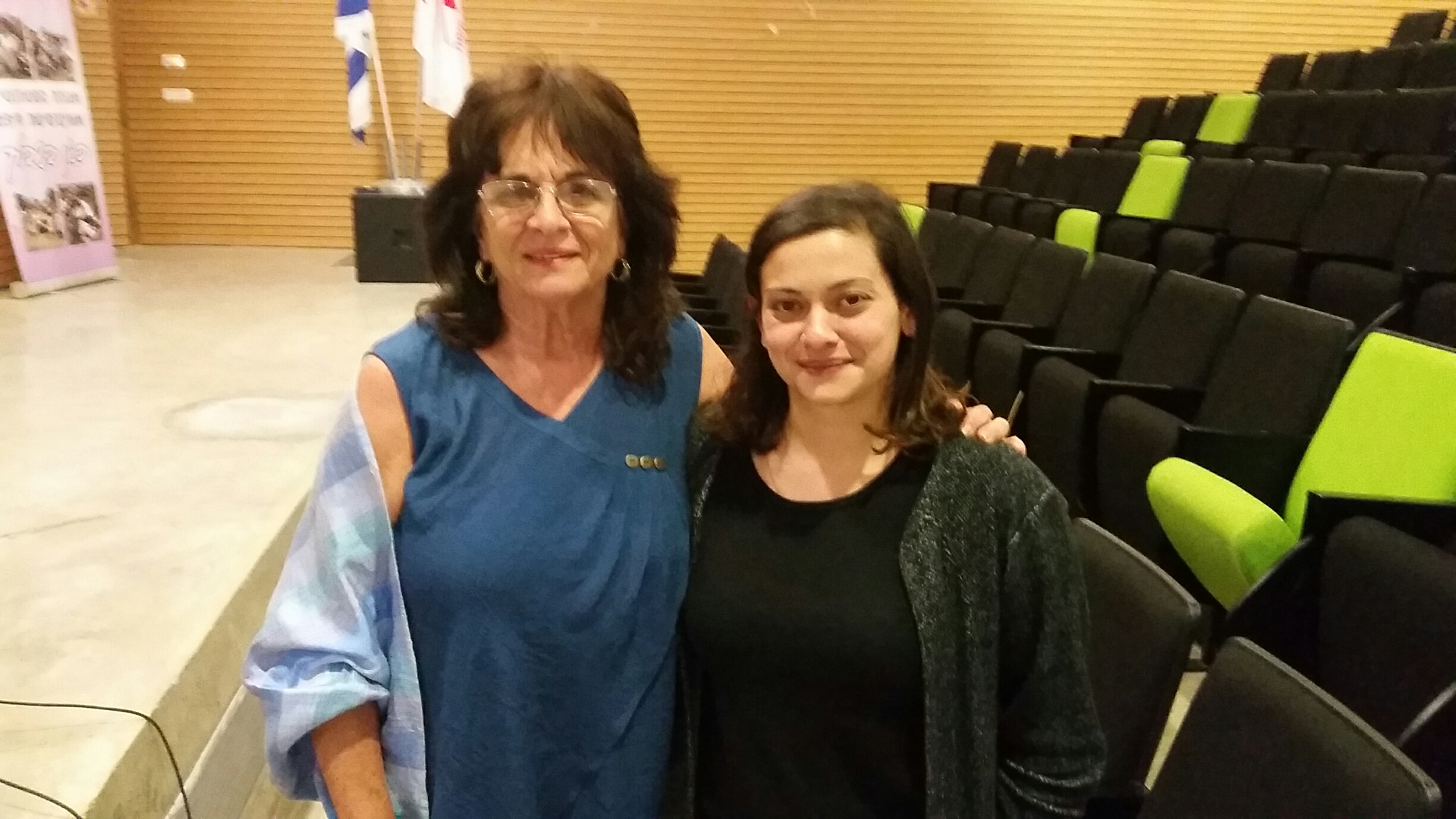
Shaden Kanboura et Ofra Rimon pour la projection du film Je danserai si je veux à l'Université de Haïfa, le 22 mai 2017.

- Le titre du film en version internationale est In Between. Il signifie en français "entre-deux", pour dénoncer la manière dont les trois héroïnes sont prises entre deux cultures en tant que palestiniennes vivant à Tel-Aviv-Jaffa en Israël.
- L'attitude des personnages de Je danserai si je veux sur leur tenue vestimentaire ou leur façon de se comporter évoquent la résistance palestinienne. La réalisatrice Maysaloun Hamoud avoue s'être inspirée des gens de son entourage et de son expérience avec ces derniers pour créer les personnages de son film.
- Pour l'acteur Mahmud Shalaby, Je danserai si je veux révèle plus précisément la jeunesse palestinienne, urbaine et trentenaire, vivant surtout à Tel-Aviv-Jaffa, Haïfa et Jérusalem.

### Critiques
En regard du box-office, Je danserai si je veux a été bien accueilli par la critique. Il est évalué à 3,4/5 pour 22 critiques de presse sur Allociné.

« À mi-chemin entre l’efficacité narrative des séries télé et le documentaire, restituant les codes et la langue d’une jeunesse noctambule et frondeuse, le film saisit avec un certain panache l’état de colère d’une communauté de femmes arabes victimes de discriminations raciales et sexistes. »

— Romain Blondeau, Les Inrockuptibles, 7 avril 2017

« Leur courage face à la violence de leurs proches émeut quand elles finissent par faire cause commune contre ceux qui les oppressent. »

— Caroline Vié, 20 minutes, 11 avril 2017.

« Maysaloun Hamoud aurait pu tomber dans la caricature, d’autant que chacune de ses héroïnes représente un courant religieux, mais elle s’en sort joliment bien. Son film dégage une énergie et un humour qui atténuent la gravité du propos. »

— Alexandra Schwartzbrod, Libération, 11 avril 2017.

« Formidable ode à la libération des femmes musulmanes, ce film enlevé, remarquablement interprété par trois comédiennes drôles et émouvantes, et rythmé aux sons de l'électro locale (...). Un formidable message pour la tolérance et la paix. »

— Renaud Baronian, Le Parisien, 12 avril 2017.

## Distinctions
| Date | Distinction                                      | Catégorie                                | Nom                                         | Résultat   |
| ---- | ------------------------------------------------ | ---------------------------------------- | ------------------------------------------- | ---------- |
| 2016 | Festival international du film de Toronto        | Prix NETPAC                              | Maysaloun Hamoud                            | Lauréat    |
| 2016 | Zinemaldia                                       | Prix Sebastiane                          | Maysaloun Hamoud                            | Lauréat    |
| 2016 | Zinemaldia                                       | Prix L'Autre Regard                      | Maysaloun Hamoud                            | Lauréat    |
| 2016 | Zinemaldia                                       | Prix de la Jeunesse                      | Maysaloun Hamoud                            | Lauréat    |
| 2016 | Festival international du film de Haïfa          | Meilleur premier long métrage            | Maysaloun Hamoud                            | Lauréat    |
| 2016 | Festival international du film de Haïfa          | Prix d'Interprétation                    | Mouna Hawa, Sana Jammelieh, Shaden Kanboura | Lauréat    |
| 2017 | Festival international du film de Palm Springs   | Prix Nouvelles voix et nouvelles visions | Maysaloun Hamoud                            | Nomination |
| 2017 | Festival international du premier film d'Annonay | Grand prix du jury                       | Je danserai si je veux                      | Lauréat    |
| 2017 | Festival international du premier film d'Annonay | Prix du public                           | Je danserai si je veux                      | Lauréat    |
| 2017 | Festival du film de Glasgow                      | Prix du public                           | Maysaloun Hamoud                            | Lauréat    |
| 2017 | Kosmorama                                        | Prix des nouveaux réalisateurs           | Maysaloun Hamoud                            | Lauréat    |
| 2017 | Festival international du film d'Istanbul        | Prix FIPRESCI                            | Maysaloun Hamoud                            | Lauréat    |
| 2017 | Festival international du film d'Istanbul        | Tulipe d'or                              | Maysaloun Hamoud                            | Nomination |
| 2017 | Festival international du film de Berkshire      | Prix du jury                             | Maysaloun Hamoud                            | Nomination |
| 2017 | Festival international du film d'Odessa          | Duc d'or du meilleur film                | Maysaloun Hamoud                            | Nomination |
| 2017 | Ophirs du cinéma                                 | Meilleure actrice                        | Shaden Kanboura                             | Lauréat    |
| 2017 | Ophirs du cinéma                                 | Meilleure actrice dans un second rôle    | Mouna Hawa                                  | Lauréat    |
| 2017 | Ophirs du cinéma                                 | Meilleur film                            | Je danserai si je veux                      | Nomination |
| 2017 | Ophirs du cinéma                                 | Meilleur réalisateur                     | Maysaloun Hamoud                            | Nomination |
| 2017 | Ophirs du cinéma                                 | Meilleur scénario                        | Maysaloun Hamoud                            | Nomination |
| 2017 | Ophirs du cinéma                                 | Meilleure photographie                   | Itay Gross                                  | Nomination |
| 2017 | Ophirs du cinéma                                 | Meilleur montage                         | Lev Goltser, Nili Feller                    | Nomination |
| 2017 | Ophirs du cinéma                                 | Meilleur casting                         | Maysaloun Hamoud, Riyad Sliman              | Nomination |
| 2017 | Ophirs du cinéma                                 | Meilleure direction artistique           | Hagar Brotman                               | Nomination |
| 2017 | Ophirs du cinéma                                 | Meilleurs costumes                       | Li Alembik                                  | Nomination |
| 2017 | Ophirs du cinéma                                 | Meilleur maquillage                      | Ziv Katanov                                 | Nomination |
| 2017 | Ophirs du cinéma                                 | Meilleur son                             | Itzik Cohen, Tuli Chen                      | Nomination |
| 2017 | Festival du film de Zagreb                       | Prix du public                           | Maysaloun Hamoud                            | Lauréat    |
| 2017 | Festival du film de Zagreb                       | Mention spéciale                         | Maysaloun Hamoud                            | Lauréat    |